# Organojodidy
Organojodidy jsou organické sloučeniny obsahující vazby mezi atomy uhlíku a jodu. Jsou časté v organické chemii, ale v přírodě poměrně vzácné; patří sem například hormony štítné žlázy.

## Struktura a vlastnosti
Organojodidy jsou mnohdy považovány za deriváty I−.
Vazba C-I je nejslabší ze všech vazeb uhlík–halogen, což odpovídá snižování elektronegativity halogenů v řadě F > Cl > Br > I. Obdobně se i zvětšují atomové poloměry a délky vazeb C-X. U sloučenin CH3X, kde X je halogen, jsou disociační energie vazby 482 kJ/mol u F, 350 kJ/mol u Cl, 302 kJ/mol u Br a 241 kJ/mol u I.
Jodidy jsou obvykle ze všech halogenidů nejlepšími odstupujícími skupinami. Vzhledem k nízkým energiím vazeb C–I jsou vzorky organojodidů často zabarvené do žluta příměsemi I2.
Významnou vlastností organických sloučenin jodu je jejich vysoká hustota vyplývající z velké atomové hmotnosti jodu, například 1 cm3 dijodmethanu má hmotnost 3,325 g.

## Použití v průmyslu
Průmyslový význam, z hlediska výroby ve velkých množstvích, má jen několik organických sloučenin jodu. Meziprodukty obsahující jod jsou běžné v organické syntéze, což je způsobeno snadným štěpením vazby C-I. Průmyslově významnými, často jako dezinfekční prostředky nebo pesticidy, jsou jodoform (CHI3), dijodmethan (CH2I2) a jodmethan (CH3I). I když jodmethan nemá velký význam jako produkt, tak je důležitým meziproduktem při výrobě kyseliny octové a jejího anhydridu. Jodmethan by mohl nahradit brommethan jako fumigant, jeho dopad na životní prostředí ovšem není dobře prozkoumán. Ioxynil (3,5-dijod-4-hydroxybenzonitril), který inhibuje fotosyntézu skrze fotosystém II, je jedním z mála používaných organojodidových herbicidů. Jako jeden z hydroxybenzonitrilových herbicidů je ioxynil jodovaným analogem organobromidu bromoxynilu (3,5-dibrom-4-hydroxybenzonitrilu).
Jodované a bromované organické sloučeniny jsou předmětem obav, protože není dobře známo, co se s nimi děje v životním prostředí. Byla popsána biologická dekontaminace těchto látek, například enzym jodtyrosindejodáza u savců dokáže provádět aerobní redukční dehalogenace jodovaných a bromovaných organických substrátů. Bromoxynil a jodoxynil procházejí řadou různých přeměn, jako jsou redukční dehalogenace anaerobními bakteriemi.
Polyjodované organické sloučeniny se používají jako rentgenové kontrastní látky při vyšetřeních fluoroskopií, kde se využívá schopnost těžkých jader jodu pohlcovat rentgenové záření.
Dostupný je velký počet takových sloučenin, jako příklady lze uvést 1,3,5-trijodbenzen, který obsahuje kolem 50 hmotnostních procent jodu. Ve většině případů musí být tyto látky dobře rozpustné ve vodě, netoxické a snadno vyloučitelné. Jedním z takových reaktantů je ioversol (na obrázku vpravo), obsahující diolové skupiny usnadňující rozpouštění. Využití má v urografii a angiografii.
Organojodná maziva lze použít na titan, nerezovou ocel a jiné kovy: organojodidy mohou být použity v turbínách, kosmických lodích a jako složky řezných olejů při obrábění.

Jodmethan, prekurzor syntetické kyseliny octové
Erythrosin, potravinářské barvivo
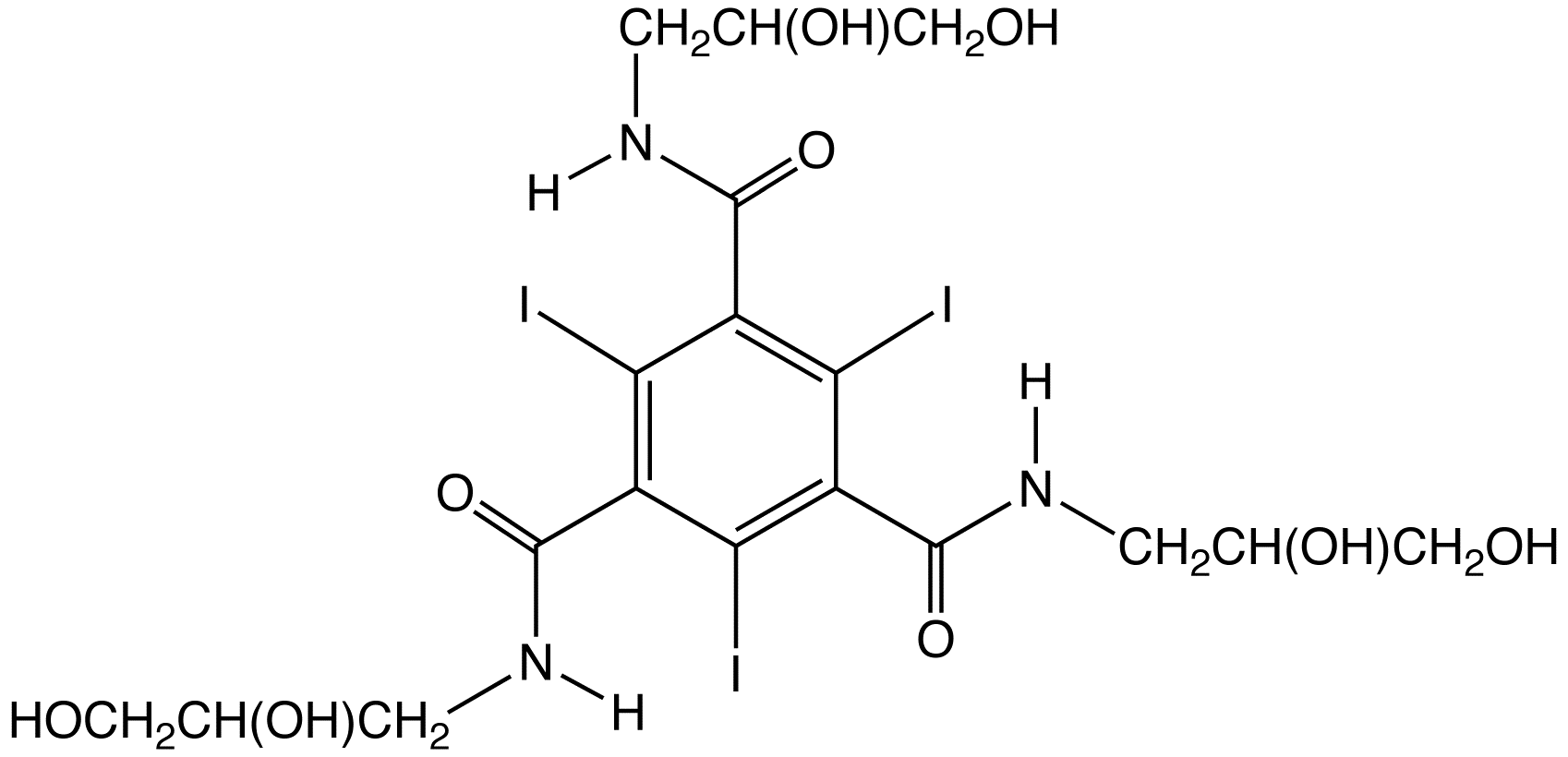
Ioversol, organojodidová kontrastní látka pro rentgenová vyšetření
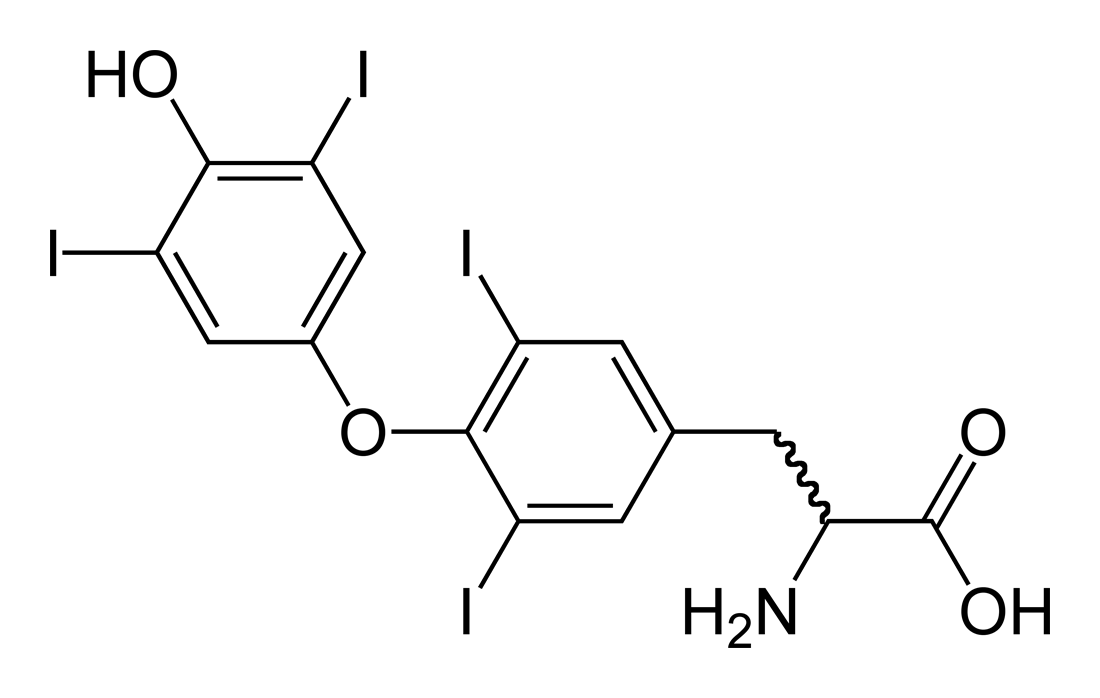
Thyroxin (T4), hormon štítné žlázy
Trijodthyronin (T3), další hormon vytvářený štítnou žlázou

## Biologický význam
Pro lidské zdraví mají význam dva organojodidové hormony, vytvářené ve štítné žláze: thyroxin (T4) a trijodthyronin (T3).
V mořských organismech, jako je například houba Plakortis simplex, obsahující plakohypaforiny, se nachází velká množství organojodidů .
Množství jodmethanu ročně vytvořeného v mořích, činností mikroorganismů na rýžových polích a spalováním biologického materiálu se odhaduje na 214 000 tun. Jodmethan se v atmosféře oxiduje a vytváří se tak koloběh jodu.
Celkem bylo popsáno přes 3000 organojodidů.

## Způsoby tvorby vazeb C-I

### Z I2
Organické sloučeniny jodu se připravují mnoha způsoby, závisejícími na požadované míře a regiochemii jodace a vlastnostech prekurzorů. Přímá jodace I2 se provádí u nenasycených substrátů:
RHC=CH2 + I2 → RHIC-CIH2
Touto reakcí se stanovuje jodové číslo, ukazující na míru nenasycenosti tuků a podobných látek.

### Ze zdrojů I−
Jodidový anion je dobrým nukleofilem a může z molekul odstranit chloridové, tosylátové, bromidové i jiné odstupující skupiny, což se například využívá ve Finkelsteinových reakcích.
Alkoholy lze na příslušné jodidy přeměnit pomocí jodidu fosforitého, jako příklad může sloužit přeměna methanolu na jodmethan:
PI3 + 3 CH3OH → 3 CH3I + H3PO3
U alkoholů s objemnými substituenty se používá methiodid trifenylfosfitu.
[CH3(C6H5O)3P]+I− + ROH → RI + CH3(C6H5O)2PO + C6H5OH
Aryljodidy lze připravit z diazoniových solí reakcí s jodidem draselným:
{\displaystyle {\ce {C6H5N2+ + KI -> C6H5I + K+ + N2}}}

### Ze zdrojů I+
Na benzen lze navázat jod směsí jodu a kyseliny dusičné. Jako zdroj I+ lze také použít chlorid jodný.